# Ørum Kirke (Hedensted Kommune)
 For alternative betydninger, se Ørum Kirke. (Se også artikler, som begynder med Ørum Kirke)
Ørum Kirke, Ørum Sogn, Bjerre Herred i det tidligere Vejle Amt.

## Bygningshistorie
Kirken blev opført i 11-1200-tallet i romansk stil. Oprindelige fra den tid er skibet og koret, opførte i frådstenskvadre. Kvindedøren eller norddøren samt flere vinduer fra denne tid er tilmurede, men kan ses i murene. I gotikken indbyggedes hvælvinger i kor og skib og våbenhuset opførtes. Der blev aldrig opført et egentligt tårn på kirken. På kirkegården har man nu en moderne klokkestabel. Under koret findes en tilmuret begravelse for de tidligere ejere af herregården Ørumgård, der grænser op til kirkegården.

## Inventar
- Altertavlen i Ørum Kirke er et maleri af den velsignende Kristus udført af kunstneren Gustav Theodor Wegener i 1857. Selve rammen er dog fra 1804.
- Alterkalken er skænket 1662 af Steen Bille og hustru Karen Bille, ejere af Ørumgård.
- Døbefonten er en romansk granitkumme med båndfletning.
- Prædikestolen er fra 1800-tallet.

## Eksterne kilder og henvisninger
- Trap Danmark – fjerde udgave, 7. bind, Vejle Amt
- Ørum Kirke hos KortTilKirken.dk
- Ørum Kirke i bogværket Danmarks Kirker (udg. af Nationalmuseet)

- Wikimedia Commons har flere filer relateret til Ørum Kirke (Hedensted Kommune)